# Ralph Darling
Generaal Ralph Darling G.C.H. (1772 – Brighton, 2 april 1858) was een Brits militair en koloniaal ambtenaar. Hij diende van 1825 tot 1831 als gouverneur van New South Wales.

## Vroege leven
Darling, geboren in 1772, was de oudste van drie zonen van Christopher Darling, een adjudant in het 45e regiment. Darling trad in 1793 als 'ensign' tot datzelfde regiment toe. Hij diende de opeenvolgende Britse opperbevelhebbers in West-Indië als militair secretaris tot 1802. Darling werd in 1796 tot kapitein, in 1800 tot majoor en in 1801 tot luitenant-kolonel bevorderd.
Van 1802 tot 1808 werkte Darling in Londen. In augustus 1806 werd hij er 'senior assistant adjutant general' bij de 'Horse Guards'. In 1808 nam Darling in Spanje met het '51e Regiment' deel aan de Slag bij A Coruña. Het jaar erop was hij 'deputy adjutant general' tijdens de rampzalige Walcherenexpeditie. Vervolgens diende Darling onder de Hertog van York in Londen. Hij werd er in 1813 tot 'major-general' en in 1814 tot 'deputy adjutant general' bevorderd.
Op 13 oktober 1817 huwde Darling met Elizabeth Dumaresq. In februari 1819 arriveerde hij in Brits-Mauritius en kreeg er het bevel over de troepen. Het eiland was acht jaar eerder op de Fransen veroverd. De meeste kolonisten waren uit Frankrijk afkomstig en er werkten 70.000 zwarte slaven op de suikerplantages. Darling bestreed er de slavenhandel. Hij ontbond het lokale bestuur toen dit hem dat probeerde te beletten.

## Australië
In 1824 werd Darling tot gouverneur van New South Wales benoemd. Het daaropvolgende jaar werd hij tot 'lieutenant-general' bevorderd. Hij zeilde aan boord van de Catherine Stewart Forbes vanuit Engeland naar Hobart. Darling arriveerde er in november 1825 en riep er de onafhankelijke Britse kolonie Van Diemensland uit. Hij had in Londen namelijk twee benoemingen ontvangen, die van gouverneur van New South Wales en die van gouverneur van Van Diemensland. Op 17 december arriveerde Darling in Sydney. Van Diemansland zou tijdens zijn afwezigheid door een luitenant-gouverneur worden bestuurd.
In die tijd bestond de meerderheid van de bevolking van New South Wales uit gevangenen. Darling bestuurde de kolonie met harde hand, zoals hij de slaven en Franse kolonisten op Mauritius had bestuurd, zoals hij als militair gewoon was. Hij was streng voor gevangenen, strafte zwaar om voorbeelden te stellen en probeerde de pers aan banden te leggen die dit aanklaagde. Darling drukte hoognodige hervormingen door, zoals het efficiënter en minder corrupt maken van de overheid, de belastinginning en het monetaire en bankensysteem. Onder Darling verdubbelden de belastinginkomsten zonder dat ze werden verhoogd en bleken ze voldoende om de overheid te financieren. Het eerste museum van de kolonie, de eerste grammar school en private bibliotheken werden geopend. Voor het eerst vond een publieke concert plaats. Er werden cricketclubs opgericht en roeiwedstrijden gehouden. Darling verzette zich tegen democratisering en slaagde erin de oprichting van een lagerhuis tegen te gaan. Hij diende wel de bevoegdheden van de naar Londense richtlijnen door hem opgerichte 'Executive Council' en 'Legislative Council' uit te breiden.
Onder Darling, al kende hij nog steeds veel grond arbitrair toe, werden de regels voor het toekennen van grond in de kolonie doorzichtiger. Hij deelde de kolonie, naar Lord Bathursts 'limits of location', in 19 'county's' op. Darling liet veel expedities uitvoeren. Charles Sturt verkende de westelijke rivieren en de rivieren de Murrumbidgee en de Murray. Allan Cunningham trok noordwaarts en ontdekte enkele rivieren en de 'Darling Downs'. Kapitein James Stirling verkende de rivier de Swan in het westelijke deel van het continent en stichtte er later de kolonie aan de rivier de Swan. Nadat vermoedens over Franse interesse in het westelijke deel van het continent waren gerezen, vestigde Darling militaire posten aan de King George Sound, de Western Port en langs de noordwestkust. De grens tussen het oostelijke en het westelijke deel van het continent werd van de 135e breedtegraad naar de 129e breedtegraad verschoven.

## Latere leven
Op 22 oktober 1831 verliet Darling Sydney, met zijn gezin aan boord van de Hooghly. Zijn tegenstanders' aantijgingen leidden in Londen tot een parlementair onderzoek naar de gang van zaken in New South Wales tijdens zijn ambtsperiode. Darling werd op 1 september 1835 van alle aantijgingen vrijgesproken. De dag na de vrijspraak werd hij door de koning tot grootmeester (G.C.H.) in de Koninklijke Orde van de Welfen benoemd. In 1841 werd hij tot generaal bevorderd.

## Nalatenschap
Darling stierf op 2 april 1858. Zijn echtgenote en zeven van hun tien kinderen overleefden hem.
De rivier de Darling, de Darling Downs, Darling Harbour, de Darling Scarp en Darlington werden naar Darling vernoemd. In Sydney werden Darling Street en de wijken Darlinghurst en Darling Point naar hem vernoemd.
- Australian Dictionary of Biography: darling-sir-ralph-1956
- Gemeinsame Normdatei: 116027630
- International Standard Name Identifier: 0000 0000 6316 4935
- Library of Congress Control Number: n85203693
- Nederlandse Thesaurus van Auteursnamen: 074205897
- SNAC: w6dj6shk
- Trove: 1252823
- Virtual International Authority File: 753317
- WorldCat: E39PBJfcQ3cmqx4WfFt334VwG3